# دختر باحال
«دختر باحال» (به انگلیسی: Cool Girl) ترانه‌ای از خواننده-ترانه‌پرداز سوئدی تو لو می‌باشد که در دومین آلبوم استودیویی وی تحت عنوان لیدی وود (۲۰۱۶) قرار دارد.